# 後戸

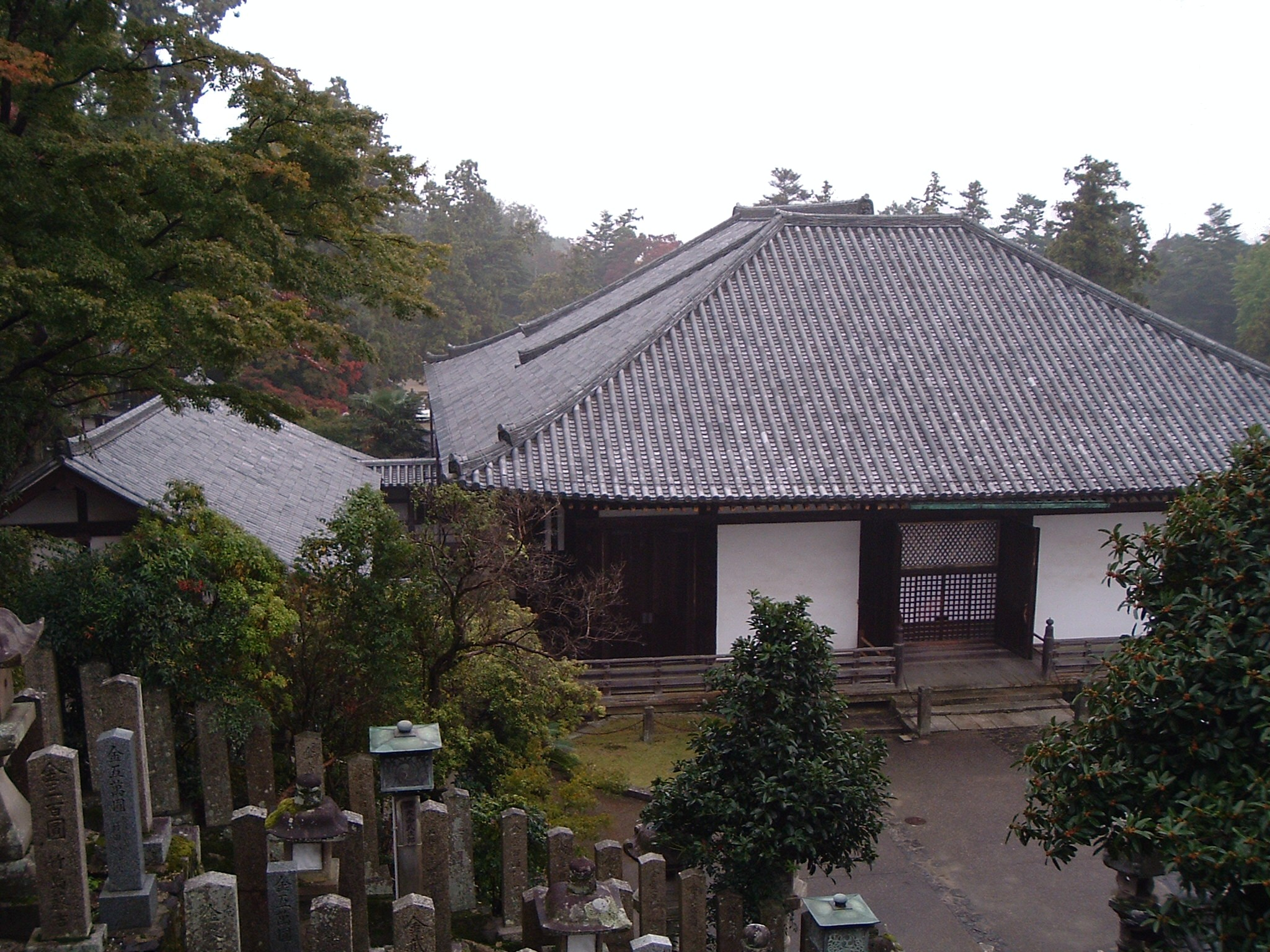
東大寺法華堂の後戸。

後戸（うしろど）は、仏堂の背後の扉。本堂の後ろにあるこの扉は宗教的な意味を持っており、後戸の正面に置かれている神仏は、本尊よりも根源的なものであったりすることがある。

## 概要
東大寺法華堂の執金剛神、二月堂の小観音、常行堂の摩多羅神などが後戸の神とされる。修正会において、鬼は後戸から出現する。後戸は人々が近づかない場所で、秘められた空間であるとされる。祇園精舎では、釈迦の弟子たちが釈迦の説法を外道に邪魔されないようにするために、後戸で歌舞音曲をして外道を引き付けた。

## 大衆文化
- 東方天空璋
- すずめの戸締まり